# Кайраккумское землетрясение (1985)
Кайраккумское землетрясение произошло 13 октября 1985 года около 10 часов вечера по местному времени; толчки ощущались на территории города Кайраккум (Ленинабадская обл., Таджикская ССР), а также в ближайших городах области и в соседнем Узбекистане.
Эпицентр землетрясения находился в Кайраккумском водохранилище.
Сила землетрясения — 8 баллов по шкале Рихтера.
Интенсивность — 9 баллов.
Ночью наблюдались повторные толчки.

## Последствия
В городе Кайраккуме, окрестных кишлаках и поселках наблюдались сильные разрушения. Многие из устоявших зданий находились в аварийном состоянии и были позже снесены. Особенно сильно пострадал Ковровый комбинат (где и были основные жертвы), а также кишлак Каптулюк. В ближайших городах (Ленинабад, Чкаловск, Гафуров) также были повреждены многие здания.
Официально объявлено о 29 погибших (хотя, по свидетельствам местных жителей их было гораздо больше). Было также около 100 человек раненых.
Восстановление города Кайраккума после землетрясения затянулось на несколько лет. Многие жители от нескольких месяцев до двух лет жили в вагончиках, дожидаясь нового жилья. Город после восстановления очень сильно изменил свой облик.

## Освещение в прессе
События, связанные с землетрясением и ликвидацией его последствий, освещались по центральному телевидению СССР.
О Кайраккумском землетрясении был снят документальный фильм «Эпицентр».